# ساندرا أندرسون
ساندرا أندرسون (31 ديسمبر 1989 بالسويد - ) هي لاعبة كرة قدم سويدية في مركز الوسط.

## وصلات خارجية
- ساندرا أندرسون على موقع قاعدة بيانات كرة القدم.إي يو (الإنجليزية)
- ساندرا أندرسون على موقع Soccerway.com (الإنجليزية)